# メルセデス・F1 W06 Hybrid
メルセデス F1 W06 Hybrid (Mercedes F1 W06 Hybrid) は、メルセデス・ベンツが2015年のF1世界選手権参戦用に開発したフォーミュラ1カー。

## 2015年シーズン
開幕前のテストから好調で、開幕戦オーストラリアGPをワンツーフィニッシュで幸先よく飾った。しかし、第2戦マレーシアGPではタイヤを機能させることができず、フェラーリのセバスチャン・ベッテルに逆転優勝を許した。
そこから、前倒してフロントウィングを投入するなど開発のペースを上げ始めペースを取り戻すと、ハミルトンが第6戦モナコGPから第12戦イタリアGPまで7戦連続でポールポジションを獲得するなど速さを見せた。一方で、同じ時期にチームはスタートという新たな問題を抱え、第9戦イギリスGPや第10戦ハンガリーGPなどで順位を下げるケースが目立った。
また、第13戦シンガポールGPでは突如失速し、予選ではチームとしてシーズン唯一ポールポジションを逃し5、6番手に留まり、決勝もロズベルグが4位ハミルトンはシーズン初のリタイヤを喫した。その後は再び調子を取り戻してロズベルグが6戦連続でポールポジションを獲得し、5戦でワンツーフィニッシュを飾って第15戦ロシアGPでコンストラクターズタイトルを、そしてハミルトンが2年連続となるドライバーズタイトルを第16戦アメリカGPで獲得した。最終的には前年を上回る12回のワンツーフィニッシュを飾り、ポールポジションも前年同様に18回獲得。信頼性の向上などもあってトータルで獲得したポイントも昨シーズンを上回った。

## スペック

### シャーシ
- シャーシ名 W06 Hybrid
- シャーシ構造 カーボンファイバー/ハニカムコンポジット複合構造モノコック
- ブレーキキャリパー ブレンボ
- ブレーキディスク・パッド カーボンファイバー製ディスクブレーキ
- サスペンション カーボンファイバー製ダブルウィッシュボーン、プッシュロッド（フロント）/プルロッド（リヤ）式トーションバー&アンチロールバー。アルミニウム合金製アップライト
- タイヤ ピレリ
- 重量 冷却水、潤滑油、ドライバーを含まず702kg

### エンジン
- エンジン名 メルセデス PU106B Hybrid
- 気筒数・角度 V型6気筒・90度
- 排気量 1,600cc
- 最高回転数 15,000rpm(レギュレーションで規定)
- バルブ数 24
- 重量 145kg
- 潤滑油 ペトロナス

## 記録
| 年   | No. | ドライバー | 1   | 2   | 3   | 4   | 5   | 6   | 7   | 8   | 9   | 10  | 11  | 12  | 13  | 14  | 15  | 16  | 17  | 18  | 19  | ポイント | ランキング |
| 年   | No. | ドライバー | AUS | MAL | CHN | BHR | ESP | MON | CAN | AUT | GBR | HUN | BEL | ITA | SIN | JPN | RUS | USA | MEX | BRA | ABU | ポイント | ランキング |
| ---- | --- | ---------- | --- | --- | --- | --- | --- | --- | --- | --- | --- | --- | --- | --- | --- | --- | --- | --- | --- | --- | --- | -------- | ---------- |
| 2015 | 44  | ハミルトン | 1   | 2   | 1   | 1   | 2   | 3   | 1   | 2   | 1   | 6   | 1   | 1   | Ret | 1   | 1   | 1   | 2   | 2   | 2   | 703      | 1位        |
| 2015 | 6   | ロズベルグ | 2   | 3   | 2   | 3   | 1   | 1   | 2   | 1   | 2   | 8   | 2   | 17† | 4   | 2   | Ret | 2   | 1   | 1   | 1   | 703      | 1位        |

- 太字はポールポジション、斜字はファステストラップ、DSQは失格